# Saddleworth Moor
Pour les articles homonymes, voir Saddleworth.
Saddleworth Moor est une zone de landes peu peuplée. Elle se situe au sud de la chaîne des Pennines, dans le nord de l'Angleterre, sur le territoire des communes d'Oldham et de Kirklees, dans les comtés du Grand Manchester et du Yorkshire de l'Ouest.

## Géographie
De profondes vallées découpent le paysage ; la zone est traversée par diverses routes reliant les aires urbaines du Grand Manchester et du Yorshire de l'Ouest. 
Les  lacs de barrage de Dovestone, Yeoman Hey, Greenfield et Chew, situés à l'est d'Oldham sont accessibles depuis la route A635. Ils fournissent de l'eau aux environs.

## Histoire
Ces landes sont connues pour avoir contenu la tombe des victimes des meurtres de la lande perpétrés par Ian Brady et Myra Hindley dans les années 1960. Sur les cinq adolescents assassinés entre 1963 et 1965, quatre ont été agressés sexuellement avant d'être étranglés dans ces landes, puis enterrés par le couple Brady—Hindley, qui se photographiait d'ailleurs régulièrement dans les plaines et sur les sépultures des jeunes enfants. Seule la dépouille du jeune Keith Bennett, âgé de douze ans au moment de son assassinat, repose encore quelque part dans les landes, Ian Brady refusant toujours d'en dévoiler l'emplacement ; les corps des trois autres victimes ont été retrouvés et remis à leur famille.

## Catastrophes
En juin 2018, les landes ont été ravagées par un feu de garrigue. Beaucoup de personnes dans les villes proches ont été obligées d'évacuer leurs maisons. L'armée britannique et la Royal Air Force ont été déployées pour aider les pompiers à lutter contre le feu.